# Carmen Ros Nortes
Carmen Ros Nortes NSC (* 20. Dezember 1953 in Espinardo, Murcia) ist eine spanische Ordensschwester. Sie ist Untersekretärin des Dikasteriums für die Institute geweihten Lebens und für die Gesellschaften apostolischen Lebens.

## Leben
Carmen Ros Nortes trat der von Rosa Molas y Vallvé gegründeten Ordensgemeinschaft der Schwestern Unserer Lieben Frau vom Trost bei, in der sie am 19. Januar 1986 die ewige Profess ablegte. Sie erwarb Hochschulabschlüsse in Theologie, Pädagogik und Humanwissenschaften. 1985 erwarb sie in Rom am Marianum das Lizenziat in Mariologie. Sie war innerhalb des Ordens in verschiedenen Bereichen und als Missionarin in Südkorea tätig. Seit 1992 war sie Mitarbeiterin der Kongregation für die Institute geweihten Lebens und für die Gesellschaften apostolischen Lebens. Papst Franziskus ernannte sie am 23. Februar 2018 zur Untersekretärin derselben.